# Бобровая (приток Преголи)
Бобровая (истор. Бибер) — река на территории России, протекает по Правдинскому и Гвардейскому районам Калининградской области. Устье реки находится в 50 км по левому берегу реки Преголя, у посёлка Суворовка. Длина реки составляет 24 км, площадь водосборного бассейна — 65,6 км².
Сложной системой канав река сообщается с рекой Лавой. Через реку Бобровую переброшен ряд мостов, в том числе один железнодорожный, два железобетонных автодорожных моста и несколько металлических и деревянных мостов.

## Данные водного реестра
По данным государственного водного реестра России относится к Балтийскому бассейновому округу, водохозяйственный участок реки — Преголя. Относится к речному бассейну реки Неман и рекам бассейна Балтийского моря (российская часть в Калининградской области).
Код объекта в государственном водном реестре — 01010000212104300010466.